# مانغا سينن
مانغا سينن (青年漫画) هو نوع من المانغا موجه بشكل عام نحو جمهور شاب من الذكور، لكن الجمهور قد يكون أكبر في العمر مع كون بعض المانغا نحو رجال الأعمال في الأربعين من العمر. في اليابانية، الكلمة سينن تعني «شاب» أو «شباب» ولا توحي إلى المجالات الجنسية (المرادف الأنثوي لمانغا السينن هو مانغا الجوسيه.)
تحتوي مانغا السينن على مجموعة واسعة من الأساليب الفنية المتعددة واختلاف أكبر في المواضيع، بدءاً من الطليعية إلى الدنيوية والإباحية. بسبب التشديد على سير القصة وتطوير الشخصيات بدلاً من الحركة، غالباً ما تُشتبَه بعض سلسلات السينن بالشوجو أو مانغا الفتيات. هذا واقعي خاصة في سلسلات السينن الكوميدية مثل تشوبيتس، وتشيز سويت هوم، أو دراما السينن مثل توأم سبيكا. أمثلة أخرى على مانغا السينن منها: نيدلس، أكيرا، طوكيو غول، مونستر، غانتز، فتيان القرن ال20، برسرك، المقيم الأبدي، باتل رويال، بلام!، فاغابوند، شبح في الصدفة (غوست إن ذا شيل)، موشيشي، هلسينغ، بلاك لاغون، إيكيغامي، إيدن: إنه عالم أبدي!، إلفن ليد، أنذر، غانمو، زيتمان، ديفترز وميزون إيكّوكو.
من الطرق الشائعة لمعرفة إن كانت المانغا سينن هي بالنظر إن كان هناك فوريغانا مستعملة فوق نص الكانجي الأصلي: إن كان هناك فوريغانا فوق كل الكانجي، فالمانغا بشكل عام موجهة نحو جمهور اخر. عنوان المجلة التي تُنشر فيها المانغا يعد مؤشراً مهماً أيضاً. عادة تكون مجلات المانغا اليابانية مع الكلمة «يونغ» في اسمها سينن (يونغ جمب الأسبوعية على سبيل المثال). من مجلات مانغا السينن المعروفة أيضاً ألترا جمب، أفترنون، وبيغ كومك.

## وصلات خارجية
- جمعية ناشري المجلات اليابانية (باليابانية)